# Deutscher Volksbund
El Deutscher Volksbund (DVB) o Asociación Alemana de Alta Silesia para la Silesia Polaca para la Protección de los Derechos de las Minorías fue una organización de la minoría alemana en la Provincia Autónoma de Silesia.
Fue fundada el 8 de noviembre de 1921 en Katowice, con el nombre de Deutsch-Oberschlesische Volksbund zur Wahrung der Minderheitenrechte que posteriormente cambió en 1925 a "Unión Popular Alemana para la Silesia Polaca". El primer presidente del Volksbund fue Karl Egon von Reitzenstein (1873-1924), su sucesor de 1925 a 1929 Edwin Henckel von Donnersmarck (1865-1929), seguido por Hans Heinrich von Pless, hijo del príncipe Hans Heinrich XV. de Hochberg. Sin embargo, el liderazgo real estaba en la junta, que Otto Ulitz presidió durante todos los años.
La tarea del Volksbund era salvaguardar los derechos de los alemanes étnicos garantizados por Polonia en términos de obligaciones constitucionales y contractuales, así como la preservación y el mantenimiento de la cultura y los negocios alemanes.